# Romano Merlo
Romano Merlo (Arquata Scrivia, 16 marzo 1939) è un politico italiano.

## Biografia
Nato ad Arquata Scrivia il 16 marzo 1939, si laureò in economia e commercio all'Università degli Studi di Genova e iniziò la propria carriera da dirigente amministrativo nel 1970 presso la Camera di commercio di Genova.
Iscritto al Partito Socialista Democratico Italiano, fu per molti anni consigliere comunale e assessore dal 1985 al 1990 nella giunta presieduta da Cesare Campart. Il 2 agosto 1990 venne eletto sindaco di Genova, ruolo da cui si dimise nell'ottobre 1992 a causa del cosiddetto "scandalo delle Colombiane".
Fu segretario generale della Camera di commercio di Genova (2003-2007) e direttore dell'Unione delle camere di commercio della Liguria (2007-2010).